# Čižek
Čižek (znanstveno ime Spinus spinus) je ptica iz družine ščinkavcev (Fringillidae).

## Taksonomija in sistematika
Prvi je čižka znansveno opisal Carl Linnaeus leta 1758 v svoji 10. izdaji Systema Naturae z imenom Fringilla spinus. Leta 1760 je Brisson opisal rod Carduelis, kamor je bila ta vrsta nato uvrščena. Nedavne taksonomske raziskave pa predlagajo, da naj bi čižek sodil v rod Spinus.
Čeprav čižek poseljuje zelo široko območje, je to monotipska vrsta, kar pomeni, da nima ločenih podvrst. To se lahko pojasnil z več dejavniki, kot je vsakoletna prostorska spremenljivost populacij na gnezditvenih območjih, obsežno prezimovališče, ki omogoča nenehno gensko izmenjavo med populacijami, ter dejstvo, da samice v eni gnezditveni sezoni izležejo več legel jajc na različnih mestih.

## Opis
Čižek je majhna, družabna ptica, ki v dolžino doseže do 12 cm in ima koničast kljun. Samci so po hrbtu zelenkasto rumene barve in imajo črno teme in podbradek, samice pa imajo sivo progast trebuh. Običajno živi jatah v jelševju ali med brezami. Letno ima dva zaroda med aprilom in julijem. Samica običajno znese med 4 in 6 belkasto modrih, rahlo temno rjavo lisastih jajc v gnezdo, ki ga zgradi visoko v krošnjah dreves, običajno na zunanjih delih vej iglavcev na višini 20 do 25 metrov . Mladiči so gnezdomci.

## Razširjenost
Čižek je poleti razširjen po severni Evropi, celo leto pa živi v vzhodni in osrednji ter južni Evropi, večinoma v gorskih gozdovih do 1800 metrov visoko, kjer se hrani s semeni iglavcev, breze in jelše, pa tudi z raznimi žuželkami. Obstaja tudi populacija čižka v vzhodni Aziji.

## Oglašanje
Čižek se oglaša s kratkimi kiticami ščebetajočih, večkrat ponovljenih tet-tetet, sii, tii.